# 거리천
거리천(巨里川)은 울산광역시 울주군 상북면 거리의 지곡저수지에서 발원하여 동류하다가 울산광역시 울주군 상북면의 남하강(본래의 태화강 본류)으로 흘러드는 강이다.